# Tejas (album)
Tejas je páté studiové album americké blues rockové skupiny ZZ Top, vydané v roce 1977. Album produkoval manažer skupiny Bill Ham.

## Seznam skladeb
Všechny skladby napsali Billy Gibbons, Dusty Hill a Frank Beard, není-li uvedeno jinak.
1. „It's Only Love“ – 4:22
2. „Arrested for Driving While Blind“ – 3:09
3. „El Diablo“ – 4:22
4. „Snappy Kakkie“ – 2:59
5. „Enjoy and Get It On“ – 3:26
6. „Ten Dollar Man“ – 3:42
7. „Pan Am Highway Blues“ – 3:15
8. „Avalon Hideaway“ – 3:07
9. „She's a Heartbreaker“ – 3:02
10. „Asleep in the Desert“ (Gibbons) – 3:24 (instrumental)

## Sestava
- Billy Gibbons – kytara, zpěv
- Dusty Hill – baskytara, klávesy, zpěv
- Frank Beard – bicí, perkuse